# Traumatinsäure
Traumatinsäure ist eine natürlich vorkommende, ungesättigte Dicarbonsäure.

## Geschichte

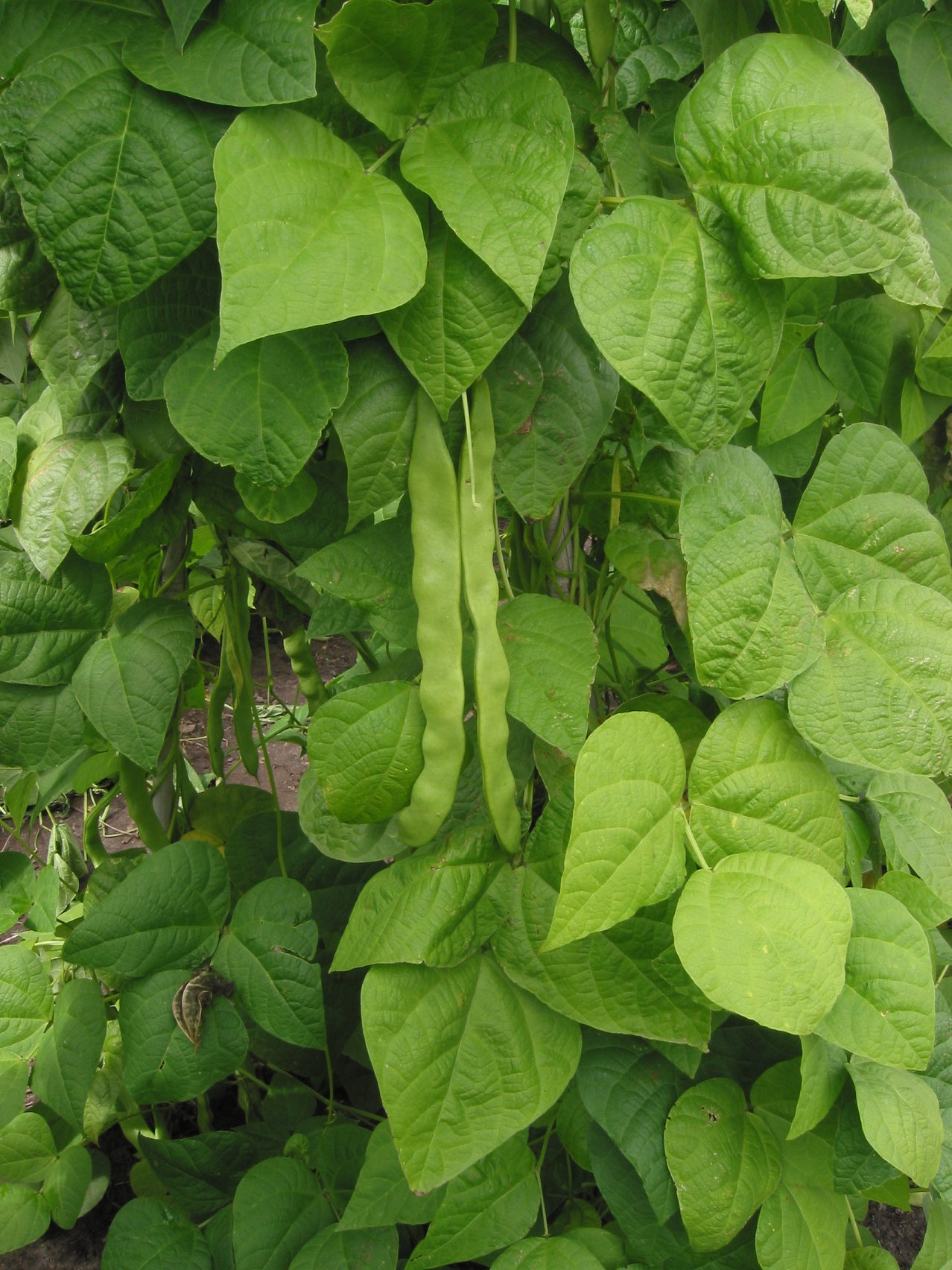
Die Traumatinsäure wurde zuerst in der Gartenbohne entdeckt

Traumatinsäure wurde 1939 in der Gartenbohne entdeckt und ihre Rolle als Verletzungshormon in Pflanzen erkannt. Im selben Jahr wurde auch die Struktur aufgeklärt.

## Vorkommen

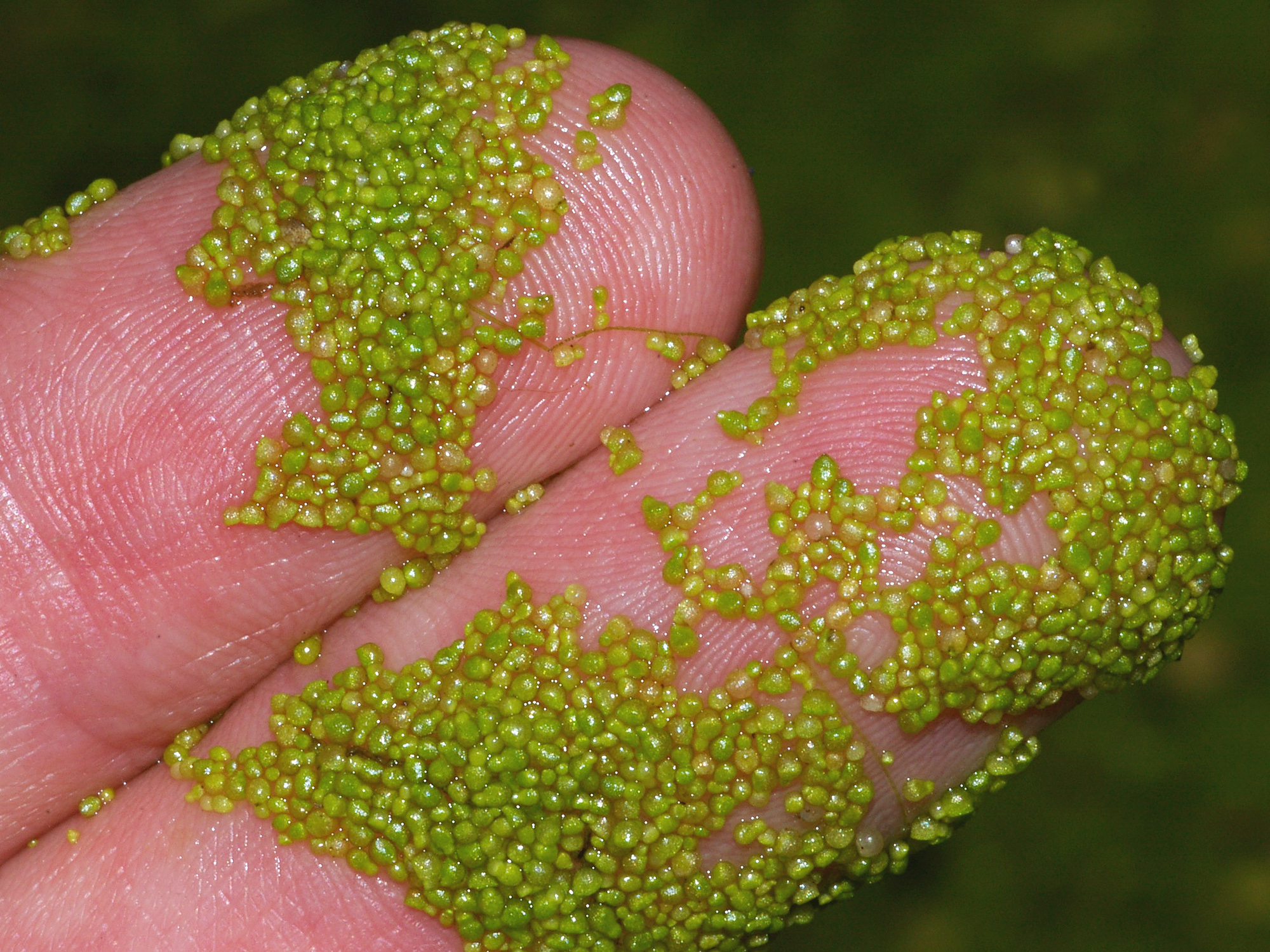
Die Traumatinsäure kommt in allen Pflanzen vor. Ihre biologische Bedeutung wurde unter anderem anhand der abgebildeten Wurzellosen Zwergwasserlinse untersucht

Traumatinsäure ist ein wichtiges Pflanzenhormon aus der Gruppe der Zytokinine. Sie wird vor allem bei Verletzungen gebildet und spielt eine wichtige Rolle bei der Wundheilung der Pflanzen. Neuere Forschungsergebnisse haben aber gezeigt, dass sie auch in Reaktion auf andere Stressfaktoren gebildet wird, darunter extreme Temperaturen, die Einwirkung von UV-Strahlung, oder erhöhte Salzkonzentrationen. Traumatinsäure fördert auch die Bildung von Adventivknospen in Pflanzen. Außer in Pflanzen kommt die Traumatinsäure auch in Algen und Pilzen vor.
Der Wirkung des Hormons in Chlorella vulgaris wurde detailliert untersucht, dabei wurde festgestellt, dass das Hormon zu beschleunigter Zellteilung führt, zur verstärkten Bildung diverser Metaboliten wie Monosaccharide und Chlorophyll, sowie zur verstärkten Bildung antioxidativer Enzyme. Ähnliche Ergebnisse ergaben sich auch bei einer analogen Untersuchung an Wurzellosen Zwergwasserlinsen.

## Biosynthese
Die biosynthetischen Vorläufer der Traumatinsäure sind Linolsäure und Linolensäure. Die werden durch eine Lipoxygenase zu den entsprechenden 13-Hydroperoxiden umgesetzt. Diese werden in C6- und C12-Einheiten gespalten. Die dabei anfallende 12-Oxo-(9Z)-dodecensäure wird zu 12-Oxo-(10E)-dodecensäure (Traumatin) isomerisiert. Durch nicht-enzymatische Autoxidation entsteht die die Traumatinsäure.

## Eigenschaften
In einer Studie zeigte Traumatinsäure Cytotoxizität gegen Brustkrebs-Zellen.

## Verwendung
Traumatinsäure ist in dem Dentalmedikament Restomyl enthalten und eignet sich als Edukt für die Synthese von Prostaglandinen. Sie eignet sich möglicherweise als Biomarker für Sarkopenie.